# Armando Araiza
Armando Araiza (Cidade do México, 1 de setembro de 1969) é um ator mexicano.

## Filmografia

### Televisão
- Diseñando tu amor (2021) - Enrique Avilés Ortega
- Abismo de pasión (2012) - Horacio Ramirez
- Una familia con suerte (2011) - Doctor Armando
- Llena de amor (2010) - Brandon Moreno Cervantes
- Mi pecado (2009) - Carmelo Souza Valdivia (Villano principal)
- Barrera de amor (2005) - Rodrigo Zamora
- Contra viento y marea (2005) - Imanol Balmaceda Sandoval
- Así son ellas (2002) - Narcisco Villaseñor Molet
- El noveno mandamiento (2001) - Leandro Villanueva (joven)
- Tres mujeres (1999) - Santiago Uriarte
- La antorcha encendida (1997) - Participación especial Martin Garcia de Carraqueo
- Azul (1996) - Enrique Valverde
- María José (1995) - Mateo
- El vuelo del águila (1994) - Participación especial Bolero
- Atrapada(1991-1992) - Fernando
- Un rostro en mi pasado (1990) Roberto Estrada
- Dulce desafío (1988) - Paco
- Quinceañera (1987) - Chato
- Senda de gloria (1987) - Gilberto
- El maleficio (1983) - Juanito

### Cinema
- Desbocados (2008) - Daniel
- Cueste lo que cueste (2008)
- La noche de los Troyanos (2003)
- Semillas de odio (2000) - Fabián
- V.I.H.: El muro del silencio (2000)
- Me vale madre que no me quieras (2000)
- Asesinato por traición (1999)
- Yuri, mi verdadera historia (1999)
- Raza indomable (1998)
- El séptimo asalto (1998)
- Maldito chilango (1998)
- El último narco del cartel de Juárez (1998)
- Venganza siniestra (1998)
- Taxi asesino (1998)
- Doble indemnización (1996) - Ladrón
- Tres minutos en la oscuridad (1996)
- Una papa sin catsup (1995)
- Chavos banda (1995)
- Amor que mata (1994)
- Juana la cubana (1994)
- Silla de ruedas 3 (1994)
- Duelo final (1994)
- Sueño y Realidad (1993)
- Contrabando de esmeraldas (1993)
- Círculo del vicio (1993)
- Johnny cien pesos (1993) - Johnny García
- En espera de la muerte (1993)
- Relaciones violentas (1992)
- Superviviencia (1992)
- Yo soy la ley (1991)
- Dos locos en aprietos (1991)
- Pandillas salvajes 2 (1991) - Armando Vargas
- Resucitarse sara matarlos (1991)
- Pandillas salvajes (1990) - Armando Vargas
- Hacer el amor con otro (1991)
- El silla de ruedas (1991)
- Orgía de sangre (1991)
- Dentro de la noche (1990)
- Odio en la sangre (1990)
- Viernes trágico (1990)
- Escoria, otra parte de tí (1990)
- Más corazón que odio (1990)
- Itara, el guardián de la muerte (1988)
- Lamberto Quintero (1987) - Pistolero
- Ases del narcotráfico

## Prêmios e indicações

### TVyNovelas
| Ano  | Categoria                   | Telenovela             | Resultado |
| ---- | --------------------------- | ---------------------- | --------- |
| 2000 | Melhor ator co-protagonista | Tres mujeres           | Indicado  |
| 1991 | Melhor ator juvenil         | Un rostro en mi pasado | Indicado  |
| 1988 | Revelação masculina         | Quinceañera            | Venceu    |
| 1984 | Melhor ator infantil        | El maleficio           | Venceu    |